# Rapelang Rabana
Rapelang Rabana, née à Gaborone en 1982, est une informaticienne, entrepreneuse et conférencière sud-africaine. Elle est fondatrice et présidente de Rekindle Learning, une entreprise de technologie d'apprentissage ; et a précédemment cofondé Yeigo Communications, le premier fournisseur de services mobiles Voix sur IP gratuits d'Afrique du Sud.  
Elle fait l'objet de plusieurs distinctions comme la couverture du magazine Oprah, le titre d'Entrepreneur for the World attribué par le World Entrepreneurship Forum et de Young Global Leader par le World Economic Forum. Elle figure également sur la liste des Inspiring Fifty de l'Afrique du Sud en 2017.

## Biographie

### Jeunesse et formation
Rapelang Rabana est née à Gaborone, au Botswana, en 1982.  Elle y commence sa scolarité avant de déménager à Johannesburg où elle fréquente l'Ecole Roedean (en) .  Rapelang Rabana obtient un Bachelor en sciences commerciales (en) avec une spécialité en informatique, avec mention, de l'Université du Cap en 2005. En 2019, elle retourne à l'Université du Cap pour y prononcer un discours d'ouverture.

### Carrière
Après avoir obtenu son diplôme universitaire, Rapelang Rabana co-crée, avec Lungisa Matshoba etA ndrew Snowden l'application mobile VoIP appelée Yeigo (ce qui signifie "avec beaucoup d'efforts" en navajo) en 2006.  Cette technologie informatique permet de transmettre la voix sur des réseaux compatibles IP, via Internet ou des réseaux. En 2009, Yeigo fusionne avec le groupe suisse Telfree. Rapelang Rabana est alors nommée à la tête du département Recherche et développement de Telfree jusqu'à ce qu'elle quitte l'entreprise en 2012,. 
Elle crée ensuite Tomplaygo, un site web de divertissement.
En 2014, Rapelang Rabana fonde Rekindle Learning, une start-up d'apprentissage numérique fournissant des applications d'apprentissage intelligentes,. La moitié des africains ayant moins de 25 ans, l'éducation est une priorité. « L'enjeu auquel l'Afrique va devoir faire face est celui de la création d'emploi pour les jeunes. Il est urgent d'utiliser les technologies pour accroître les compétences et faire en sorte que l'explosion de la jeunesse soit un atout pour le continent. »,.
Rekindle Learning s'adresse aussi bien aux élèves et étudiants qu'aux entrepreneurs et établissements d'enseignement et propose un "micro apprentissage" avec des programmes personnalisés sur téléphone mobile ou sur le web, plutôt que par gros modules. ReKindle Learning lance également English Word Power, un programme en ligne de renforcement des compétences en anglais,. 
En novembre 2017, elle est nommée Chief Digital Officer de BCX, la plus grande entreprise de télécommunications d'Afrique du Sud, où elle reste en fonction jusqu'à la fin 2018. 
Rapelang Rabana siège également aux conseils d'administration de l'African Leadership University, de la Standard Chartered Bank Botswana Education Trust, d'Ubuntu Africa, une ONG qui s'occupe d'enfants souffrant du SIDA  et d'Imagine Worldwide,.

## Distinctions
En 2012, Rapelang Rabana figure sur la liste O Power du magazine Oprah. En 2013, elle est sur la liste Forbes des 30 meilleurs entrepreneurs de moins de 30 ans d'Afrique.  En 2014, Rapelang Rabana est une des Entrepreneurs of the World nommés par le World Entrepreneurship Forum . En 2017, elle est sélectionnée comme jeune leader mondial du Forum économique mondial et fait partie de la première liste en Afrique du Sud de Inspiring Fifty,.
En 2018, elle est classée première des 100 personnalités les plus influentes du e-learning en Afrique (Africa’s Movers and Shakers in Corporate Online Learning),.

## Organisations internationales
Rapelang Rabana est invitée à participer à la réunion annuelle du Forum économique mondial 2012 à Davos. Elle est également sélectionnée comme Global Shaper puis Young Global Leader par le Forum économique mondial. Elle est ambassadrice et jurée des prix du Sommet mondial des Nations unies et prononce le discours d'ouverture du Gartner Symposium 2015 au Cap,. 
Rapelang Rabana est membre du Global Future Council on Entrepreneurship du Forum économique mondial. 